# Peter Dalla Riva
(en) Statistiques sur statscrew
Peter Dalla Riva (né en 1945) est un joueur canadien de football canadien d'origine italienne. Il est membre du Temple de la renommée du football canadien et a eu l'honneur de voir son numéro retiré par les Alouettes de Montréal, l'équipe avec laquelle il a passé toute sa carrière professionnelle.

## Carrière
Né à Trévise en Italie, Peter Dalla Riva est arrivé au Canada avec sa famille en 1953 et a vécu à Hamilton (Ontario). Il quitte l'école à 16 ans pour travailler à l'aciérie Stelco. Il a pratiqué plusieurs sports dans sa jeunesse, basketball, fastball et hockey sur glace. Des amis le convainquent de s'essayer au football canadien et il se taille une place chez les Braves de Burlington de la Ligue de football junior de l'Ontario. L'année suivante, ayant atteint l'âge de 21 ans, il rejoint une équipe senior, les  Black Hawks d'Oakville. Là, il est remarqué par Ralph Goldston, ancien joueur des Alouettes de Montréal et entraîneur adjoint, qui lui offre un contrat professionnel. Dalla Riva se joint donc aux Alouettes en 1968 et devient rapidement un des meilleurs receveurs de passes de l'équipe, étant premier à ce chapitre en 1975, 1976 et 1977. 
Dalla Riva a remporté trois coupes Grey avec les Alouettes, celles de 1970, 1974 et 1977. Il a pris sa retraite après la saison 1981. Par la suite il a travaillé en relations publiques pour la brasserie Carling O’Keefe, puis dans le domaine du courtage en douanes.

## Trophées et honneurs
- Équipe d'étoiles de l'Est : 1972, 1973, 1975, 1976 et 1977
- Équipe d'étoiles de la LCF : 1972, 1973 et 1975
- Son numéro 74 a été retiré par les Alouettes en 1981
- Élu au Temple de la renommée du football canadien : 1993
- Élu au Panthéon des sports du Québec en 1997